# Morenhovener Lupe
Die Morenhovener Lupe ist ein deutscher Kleinkunstpreis. Der Preis ist der drittälteste Kabarettpreis im deutschsprachigen Raum.
Die Auszeichnung wird jährlich anlässlich der Morenhovener Kabarett-Tage vergeben. Vergabeort ist die Ehemalige Grundschule, heute Jugendkunstschule und Kulturzentrum Kreaforum. Initiator und Mitgründer des vergebenden Vereins Kultur und Spektakel in Swisttal, KuSS ist der Altertumswissenschaftler Klaus Grewe.

## Preisträger
- 1988 Konrad Beikircher
- 1990 Hanns Dieter Hüsch
- 1991 Rainer Pause & Norbert Alich
- 1992 Gerhard Polt
- 1993 Emil Steinberger
- 1994 Erika Fuchs
- 1995 Ars Vitalis
- 1996 Janosch
- 1997 Richard Rogler
- 1998 Die Kölsch-AG der Nikolaus-Groß-Grundschule Köln
- 1999 Erwin Grosche
- 2000 Dieter Nuhr
- 2001 Jürgen Becker, Martin Stankowski, Hermann-Josef Beck, Wolfgang Jägers
- 2002 Hilde Kappes
- 2003 Ludger Stratmann
- 2004 Urban Priol
- 2005 Piet Klocke[2]
- 2006 Andreas Giebel[3]
- 2007 Volker Pispers
- 2008 Willibert Pauels[4]
- 2009 Heinrich Pachl[5]
- 2010 Jochen Malmsheimer[6]
- 2011 Marcus Jeroch[7]
- 2012 Helmut Schleich[8]
- 2013 Ulan & Bator[9]
- 2014 Bill Mockridge[10]
- 2015 Jürgen B. Hausmann[11]
- 2016 Bernhard Hoëcker[12]
- 2017 Gregor Gysi[13]
- 2018 Simone Solga[14]
- 2019 Jürgen von der Lippe[15]
- 2021 Robert Griess[16]
- 2022 Franz Meurer
- 2023 Wilfried Schmickler
- 2024 Murzarella